# Abigail (película)
Abigail (en ruso: Эбигейл) es una película rusa de aventuras y fantasía steampunk de 2019 dirigida por Aleksandr Boguslavsky y coproducida por Viktor Denisyuk y Yevgeny Melentyev, la compañía KinoDanz. La película está protagonizada por Tinatin Dalakishvili como Abigail Foster, con Gleb Bochkov, Rinal Mukhametov, Artyom Tkachenko y Ravshana Kurkova.
Abigail fue estrenada en cines en Rusia el 22 de agosto de 2019 por 20th Century Fox CIS.

## Reparto
- Tinatin Dalakishvili como Abigail Foster
- Marta Timofeeva como la joven Abigail
- Eddie Marsan como Jonathan Foster
- Gleb Bochkov como Bale
- Rinal Mukhametov como Norman
- Artyom Tkachenko como William Garrett
- Ravshana Kurkova como Stella
- Ksenia Kutepova como Margaret Foster
- Olivier Siou como Spencer
- Cécile Plage como Lilian
- Nikita Tarasov como Ethan
- Petar Zekavitsa como Roy
- Nikita Dyuvbanov como Marcus
- Ivan Chuykov como Ryan

## Producción

### Rodaje
El rodaje tuvo lugar en San Petersburgo, Gátchina, Moscú y en la parte histórica de Tallin, Estonia. Las imágenes de la ciudad de fantasía se crearon sobre la base de edificios antiguos y calles estrechas de Tallin y San Petersburgo, y se finalizaron con la ayuda de gráficos por computadora.
La fotografía principal se completó en Tallin, transformada en las calles de la ciudad ficticia Fensington, en la que, según la trama, tienen lugar eventos de cuento de hadas.
Los cineastas de Abigail han desarrollado una concepción original de la magia y una estilística de ciudad fantástica cerrada que combina el steampunk y la atmósfera de principios del siglo XX. Allí se crearon las imágenes únicas de los trajes de los residentes de la ciudad, los rebeldes y sus enemigos: los inspectores de la División de Seguridad.

### Posproducción
Los efectos visuales fueron creados por VFX-studio Kinodanz.